# Флаг Железногорска (Красноярский край)
Флаг муниципального образования «Закрытое административно-территориальное образование Железногорск Красноярского края» Российской Федерации — опознавательно-правовой знак, служащий официальным символом муниципального образования.
Ныне действующий флаг утверждён 30 октября 2012 года решением Совета депутатов ЗАТО город Железногорск № 30-169Р и 26 декабря 2012 года внесён в Государственный геральдический регистр Российской Федерации с присвоением регистрационного номера 8026.

## Описание
«Прямоугольное красное полотнище с отношением ширины к длине 2:3, с изображённым посередине фигур герба ЗАТО Железногорск: белого знака атома из трёх переплетённых орбит, и внутри орбит — продетого сквозь них жёлтого, с белыми клыками и когтями, медведя, передними лапами разрывающего белое ядро знака атома, а задними лапами упирающегося в две из трёх орбит».

## Обоснование символики
Флаг разработан на основе герба ЗАТО Железногорск.
Город Железногорск — закрытое административно-территориальное образование, был основан в 1950 году как посёлок Красноярск-26 при оборонном предприятии — комбинат № 815 (с 1961 года — Горно-химический комбинат, в настоящее время — Федеральное государственное унитарное предприятие «Горно-химический комбинат»). ФГУП «ГХК» — единственное в мире производство огромного масштаба и высокой технологической сложности, размещённое в подземных выработках. Комбинат являлся ключевым производством в обеспечении атомной промышленности оружейным плутонием. Другими градообразующими предприятиями стали Открытое акционерное общество «Информационные спутниковые системы» имени академика М. Ф. Решетнёва, ФГУП «Управление специального строительства по территории № 9 при Спецстрое России» и Химический завод — филиал Открытого акционерного общества «Красноярский машиностроительный завод».
В современном городе продолжают развиваться ядерные технологии, здесь выпускается 70 % российских спутников гражданского назначения, создана мощная производственная база для промышленного и гражданского строительства. Железногорск по праву считается городом передовых достижений науки и техники.
Медведь, разрывающий ядро в структурной решётке атома, символизирует соединение сил природы и человеческой мысли, и является аллегорией самого Железногорска, построенного в тайге по принципу ограниченного изменения природного ландшафта.
Жёлтый цвет (золото) — символ богатства, стабильности, интеллекта, уважения, энергии.
Белый цвет (серебро) — символ чистоты и совершенства, мира и взаимопонимания.
Красный цвет — символ мужества, силы, трудолюбия, красоты, праздника.

## Первый флаг
Первый флаг ЗАТО город Железногорск был утверждён решением городского Совета от 20 февраля 2002 года № 14-137Р.
30 октября 2012 года, на внеочередной 30-й сессии Совета депутатов ЗАТО город Железногорск, предыдущее решение было отменено и были утверждены новые герб и флаг муниципального образования.

### Описание
«На красном полотнище с соотношением сторон 1:1,6 в левой стороне размещена синяя полоса с отступом от левого края на половину её ширины. Справа от синей полосы на красном фоне полотнища в центре размещено золотое изображение части геральдического щита герба ЗАТО Железногорск — символ города, медведь в электронных орбитах, разрывающий атомное ядро. Габаритная ширина символа соответствует ширине синей полосы».

### Обоснование символики
Флаг, разработанный на основе герба, языком символов и аллегорий отражает географические и экономические особенности города.
Цикломоры символизируют атомную энергетику.
Красный цвет флага символизирует храбрость, мужество и неустрашимость.
Синяя полоса символизирует реку Енисей.
Жёлтый цвет (золото) — символ богатства, справедливости и великодушия.

## Культурное влияние
В 2015 году флаг был включён в список семи самых фантастических флагов мира по версии фонда TED (technology, entertainment, design), нарушающих все правила дизайна. Роман Марс, составивший эту подборку, отметил, что «Может, флаг с медведем, разрывающим атом, слишком сложный, чтобы его мог нарисовать ребенок. Но любой ребенок, который увидит этот флаг, захочет его нарисовать! Еще из него получатся шикарные футболки, постеры, стикеры, обложки альбомов и татуировки».